# Ґергард Бремер
Ґергард Бремер (нім. Gerhard Bremer; 25 липня 1917, Деллігзен — 29 жовтня 1989, Денія) — німецький офіцер Ваффен-СС, оберштурмбанфюрер СС, кавалер Лицарського хреста Залізного хреста з Дубовим листям.

## Біографія
6 жовтня 1936 року вступив в СС (службове посвідчення №310 405), а 1 травня 1937 року — в НСДАП (партійний квиток №5 274 225). Закінчив юнкерське училище СС в Бад-Тельці. З осені 1938 року — командир 10-ї роти Лейбштандарту, в 1939 році — ордонанс-офіцер. Учасник Польської і Французької кампаній. Під час Балканської кампанії служив в розвідувальному батальйоні Лейбштандарту. Учасник Німецько-радянської війни, командир 1-ї (мотоциклетної) роти 1-го розвідувального батальйон Лейбштандарту. Відзначився у боях в Південній Україні, особливо під Мелітополем. З червня 1943 року — командир 3-го батальйону 26-го моторизованого полку СС 12-ї танкової дивізії СС «Гітлер'югенд». З 30 січня 1944 року — командир 12-го танкового розвідувального батальйону СС. Відзначився у боях в Норвегії. В кінці 1944 року воював в Угорщині. В травні 1945 року взятий в полон. Був засуджений французьким судом за звинуваченням у скоєнні воєнних злочинів. В липні 1948 року звільнений і виїхав в Іспанію, де прожив решту життя.

## Звання
- Унтерштурмфюрер СС (9 листопада 1938)
- Оберштурмфюрер СС (1 вересня 1940)
- Гауптштурмфюрер СС (21 червня 1942)
- Штурмбанфюрер СС (30 січня 1944)
- Оберштурмбанфюрер СС (20 квітня 1945)

## Нагороди
- Кільце «Мертва голова»
- Медаль «У пам'ять 1 жовтня 1938»
- Залізний хрест
  - 2-го класу (1 жовтня 1939)
  - 1-го класу (7 червня 1940)
- Лицарський хрест Залізного хреста з Дубовим листям
  - Лицарський хрест (30 жовтня 1941)
  - Дубове листя (№668; 26 листопада 1944)
- Штурмовий піхотний знак в бронзі (12 травня 1942)
- Медаль «За зимову кампанію на Сході 1941/42» (21 вересня 1942)
- Нагрудний знак ближнього бою в сріблі (25 листопада 1943)
- Німецький хрест в золоті (30 серпня 1944)
- Нагрудний знак «За поранення» в сріблі